# Bohyunsan
Le mont Bohyun (보현산, Bohyunsan, en coréen) est situé à 200 km au sud de Séoul en Corée du Sud. Son altitude est de 1 121 mètres.
C'est sur ce site que le plus grand observatoire astronomique de Corée du Sud a été construit. Il est équipé d'un télescope de 1,8 mètre et d'un télescope solaire destiné à l’étude des éruptions et des instabilités solaires. L'astéroïde (34666) Bohyunsan est nommé d'après ce site.